# Recessional (poème)

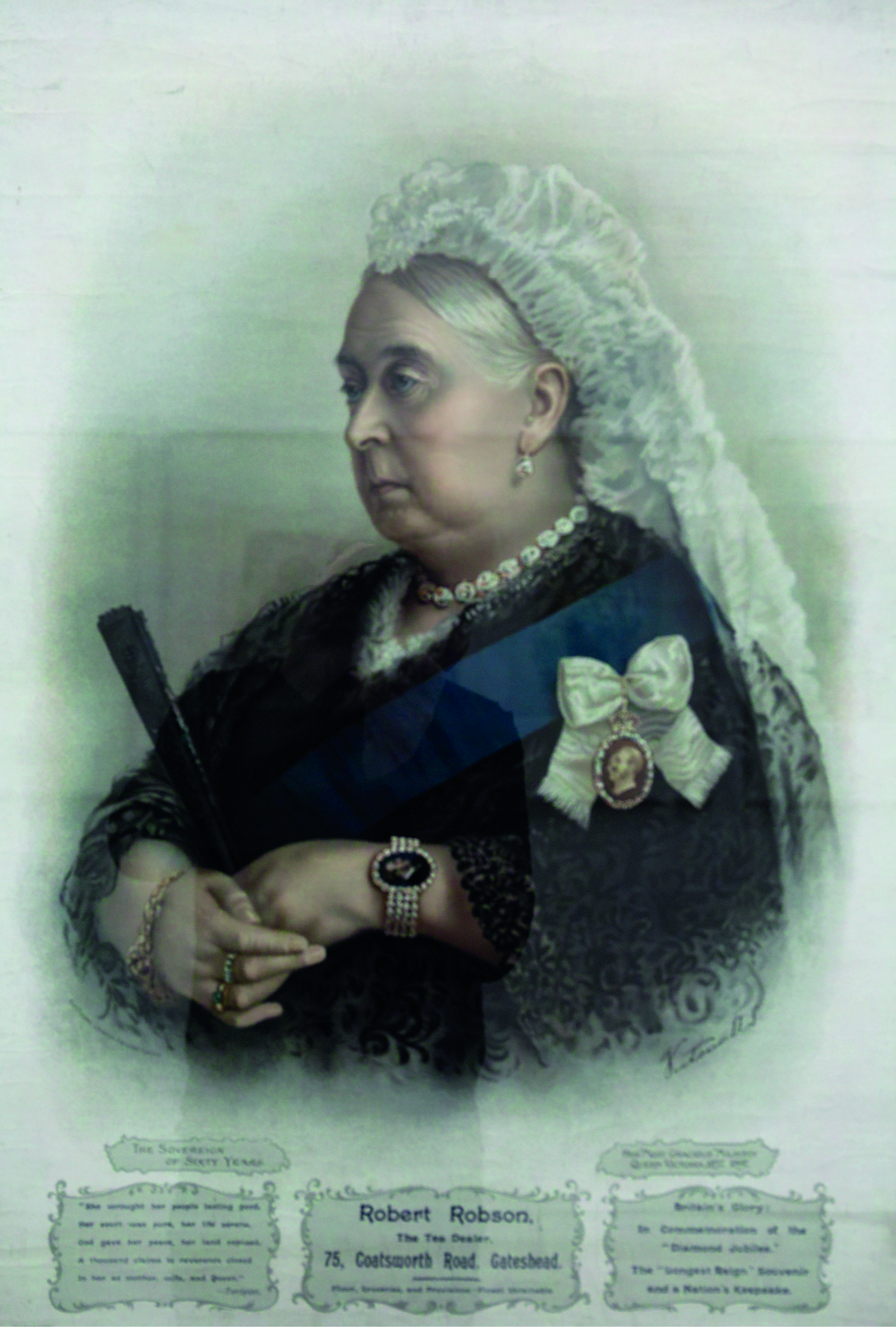
La reine Victoria en 1897.

Recessional est un poème de Rudyard Kipling composé pour le jubilé de diamant de la reine Victoria en 1897. Le poème traite de la puissance de l'empire britannique et de sa chute probable à l'image des autres grands empires de l'histoire. il est écrit avec un vocabulaire biblique et son titre fait référence aux Recessionals, hymnes de clôture des offices anglicans. 

## Description
Le poème contient cinq strophes de six lignes. Selon A.W. Yates, le poème présente des similitudes de formes et de tournures avec Forget not yet de Thomas Wyatt. En anglais, le terme Recessional désigne un hymne ou un morceau de musique chanté ou joué à la fin d'un service religieux et le poème adopte la forme des hymnes religieux anglicans.

## Histoire

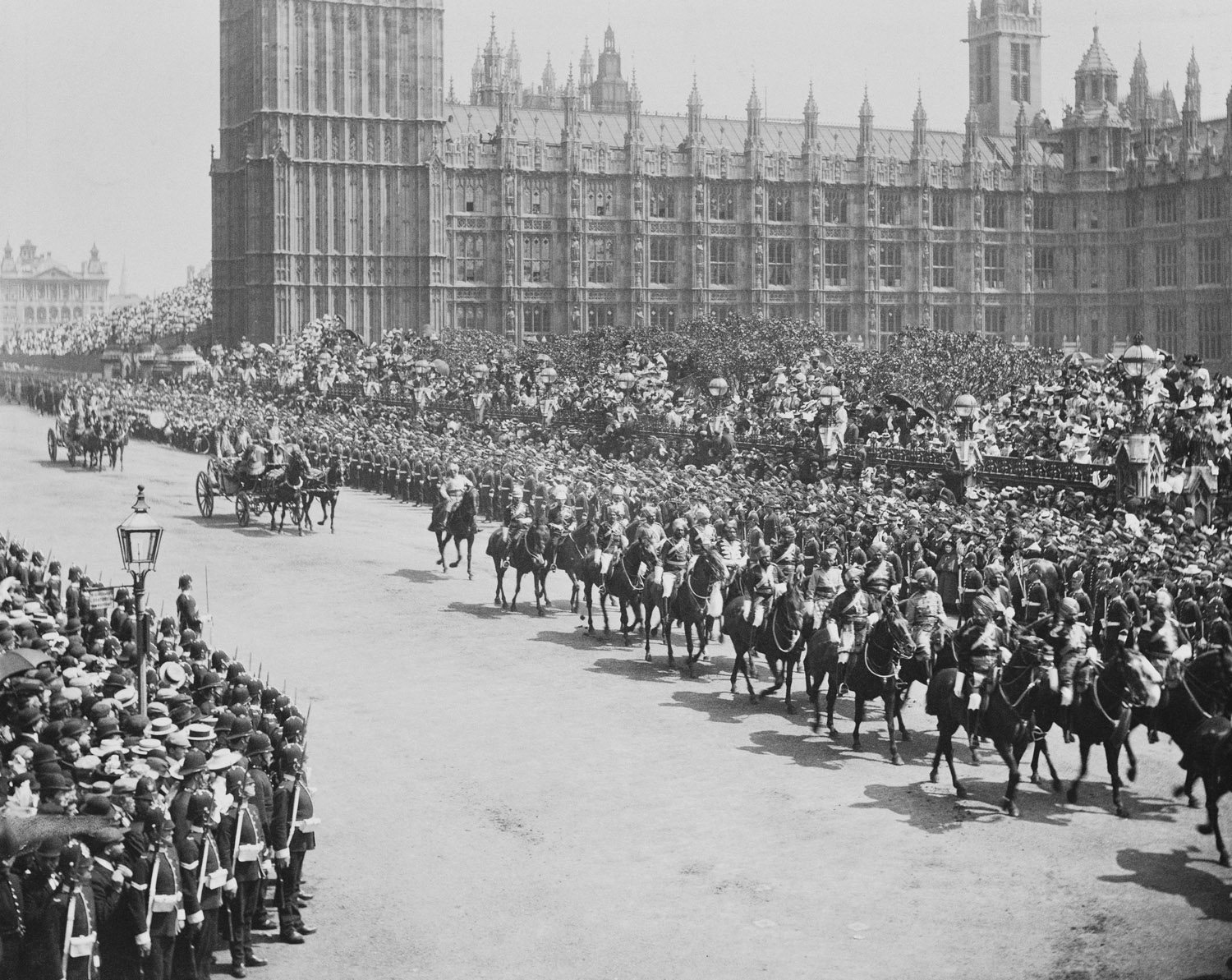
Cavalerie indienne passant devant les Chambres du Parlement le 22 juin 1897 durant le jubilé.

### Contexte
Kipling n'avait pas initialement l'intention d'écrire un poème pour le Jubilé de la reine. Le poème n'est écrit et publié qu'à la fin des célébrations du Jubilé, et constitue un commentaire et une postface de l'événement. 
Le poème est publié pour la première fois dans le journal The Times le 17 juillet 1897. 
Le poème va alors à l'encontre de l'ambiance festive de l'événement et rappelle la nature éphémère de la puissance impériale britannique. Le poème exprime à la fois la fierté de l'Empire britannique, mais aussi une tristesse sous-jacente que l'Empire puisse suivre le chemin de tous les empires précédents. Le titre, faisant allusion à une fin plutôt qu'à un début, ajoute de la solennité et de la gravité au message de Kipling. Dans le poème, Kipling soutient que la vantardise et le jingoïsme, fautes dont il était souvent accusé, étaient inappropriés et vains à la lumière de la permanence de Dieu.

### Publication
Kipling prévoit initialement de publier Le Fardeau de l'homme blanc pour le jubilé de Victoria, mais préfère le remplacer par Recessional. Ce dernier est publié dans le journal The Times le 17 juillet 1897 et réimprimé dans le journal The Spectator le 24 juillet 1897. Le Fardeau de l'homme blanc (qui connaîtra une bien plus grande popularité) est publié deux ans plus tard et est modifié pour s'adapter au thème de l'expansion américaine après la guerre hispano-américaine. 
Kipling inclut le poème dans son recueil de 1903 The Five Nations. 

## Texte original et sa traduction française
| Recessional God of our fathers, known of old, Lord of our far-flung battle line, Beneath whose awful hand we hold Dominion over palm and pine— Lord God of Hosts, be with us yet, Lest we forget—lest we forget! The tumult and the shouting dies; The Captains and the Kings depart: Still stands Thine ancient sacrifice, An humble and a contrite heart. Lord God of Hosts, be with us yet, Lest we forget—lest we forget! Far-called our navies melt away; On dune and headland sinks the fire: Lo, all our pomp of yesterday Is one with Nineveh and Tyre! Judge of the Nations, spare us yet, Lest we forget—lest we forget! If, drunk with sight of power, we loose Wild tongues that have not Thee in awe, Such boastings as the Gentiles use, Or lesser breeds without the Law— Lord God of Hosts, be with us yet, Lest we forget—lest we forget! For heathen heart that puts her trust In reeking tube and iron shard, All valiant dust that builds on dust, And guarding calls not Thee to guard, For frantic boast and foolish word— Thy Mercy on Thy People, Lord! | Recessional : Hymne après l’office Dieu de nos pères, connu depuis la nuit des temps Seigneur de notre vaste ligne de front De la main terrible de qui nous détenons l’Empire sur le palmier et le pin Seigneur Dieu de l’Univers, sois encore avec nous, Pour éviter que nous oubliions, que nous oubliions ! Le tumulte et les cris meurent Les capitaines et les rois s’en vont Seul demeure Ton sacrifice antique, Un cœur humble et contrit. Seigneur Dieu de l’Univers, soit encore avec nous, Pour éviter que nous oubliions, que nous oubliions ! Appelées au loin nos marines s’effacent Sur la dune et le promontoire les feux de joie s’épuisent Voyez, toute notre pompe d'hier Ne fait qu’un avec celles de Ninive et de Tyr! Juge des nations, épargne nous encore, Pour éviter que nous oubliions, que nous oubliions ! Si, ivres à la vue du pouvoir, nous nous laissons aller à parler le langage débridé de ceux qui n'ont pas pour toi de la crainte Dire les fanfaronnades dont les Païens usent Ou les espèces inférieures qui sont sans la Loi Seigneur Dieu de l’Univers, soit encore avec nous, Pour éviter que nous oubliions, que nous oubliions ! Pour le cœur païen qui met sa confiance dans le tube fumant et le fragment de fer- De la poussière toute vaillante qui bâtit sur de la poussière, Et qui garde mais qui n’appelle pas à Ta sauvegarde. Pour se vanter avec frénésie et prononcer des stupidités, Ta miséricorde soit sur ton peuple, Seigneur ! |